# Horní Štěpánov
Obec Horní Štěpánov (německy Oberstefenau, Stefansdorf) se nachází v okrese Prostějov v Olomouckém kraji. Žije zde 890 obyvatel. Obec s osadami Pohora a Nové Sady leží v severní části Drahanské vrchoviny označované jako Konická vrchovina. Samotná obec Horní Štěpánov je situována směrem od jihu na sever v délce asi tří kilometrů. Nové Sady navazují na severní část obce a osada Pohora je vysunuta 3 km na západ.

## Historie
První písemná zmínka o obci pochází z roku 1275. Do roku 1948 náležela obec do soudního okresu jevíčského, který byl součástí okresu Moravská Třebová, do roku 1960 patřila do okresu boskovického a nyní je i s oběma připojenými osadami součástí okresu prostějovského v Olomouckém kraji.

## Obyvatelstvo

### Struktura
Vývoj počtu obyvatel za celou obec i za jeho jednotlivé části uvádí tabulka níže, ve které se zobrazuje i příslušnost jednotlivých částí k obci či následné odtržení.
| Místní části   | Místní části        | 1869 | 1880 | 1890 | 1900 | 1910 | 1921 | 1930 | 1950 | 1961 | 1970 | 1980 | 1991 | 2001 | 2011 |
| -------------- | ------------------- | ---- | ---- | ---- | ---- | ---- | ---- | ---- | ---- | ---- | ---- | ---- | ---- | ---- | ---- |
| Počet obyvatel | část Horní Štěpánov | 2024 | 2131 | 2221 | 2302 | 2188 | 2033 | 1875 | 1434 | 1532 | 1369 | 1247 | 1085 | 1036 | 932  |
| Počet domů     | část Horní Štěpánov | 315  | 318  | 360  | 367  | 360  | 354  | 365  | 410  | 381  | 362  | 343  | 401  | 399  | 424  |

## Přírodní poměry
V katastru obce se nacházejí přírodní rezervace Uhliska, Pod Švancarkou a přírodní památky V chaloupkách a Pohorská louka.

## Pamětihodnosti
- Farní kostel svatého Vavřince
- Větrný mlýn na kopci, zanikl
- Kříž u kostela

## Fotogalerie

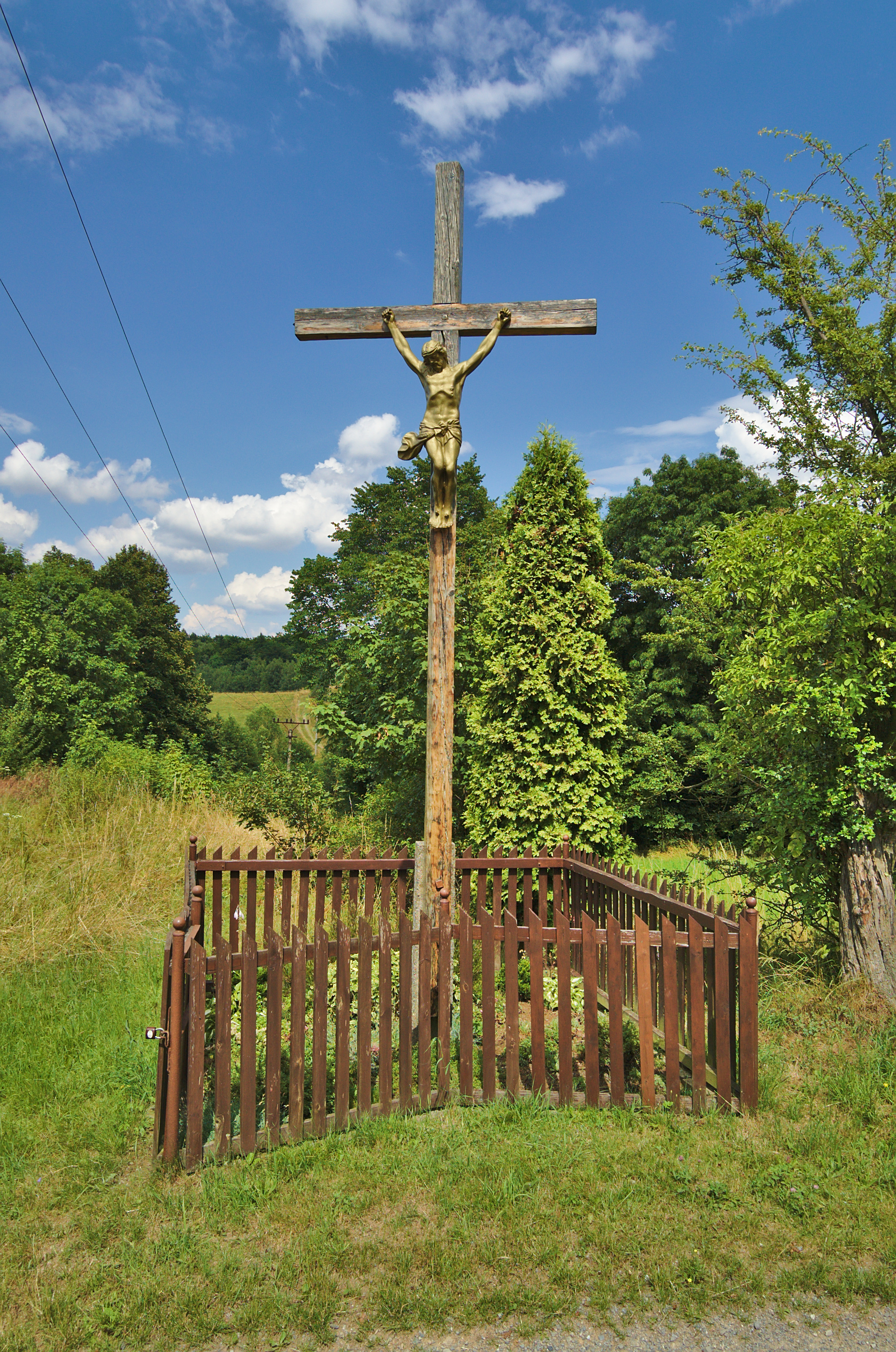
Kříž na východ od obce
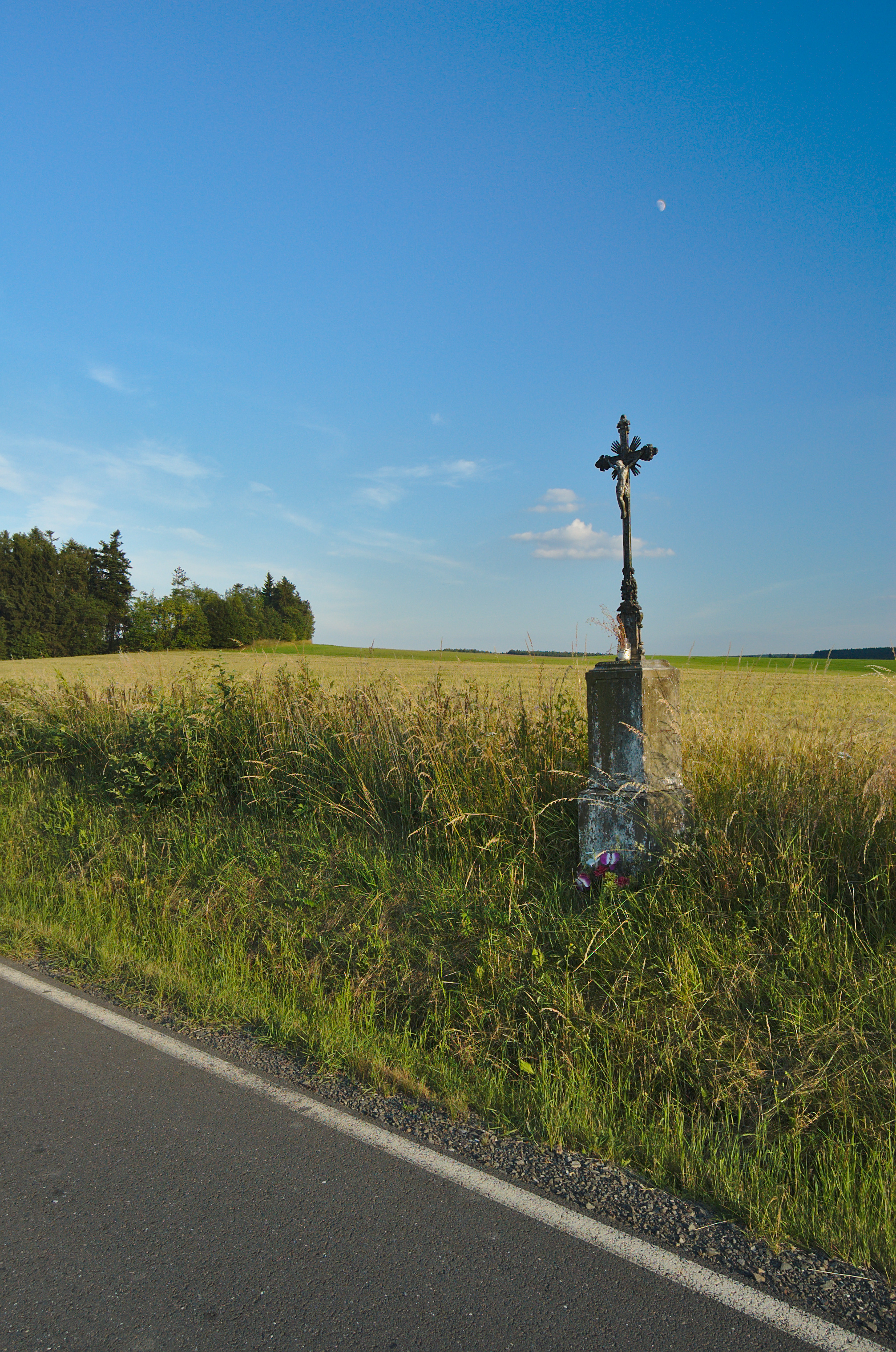
Kříž u cesty na Pohoru
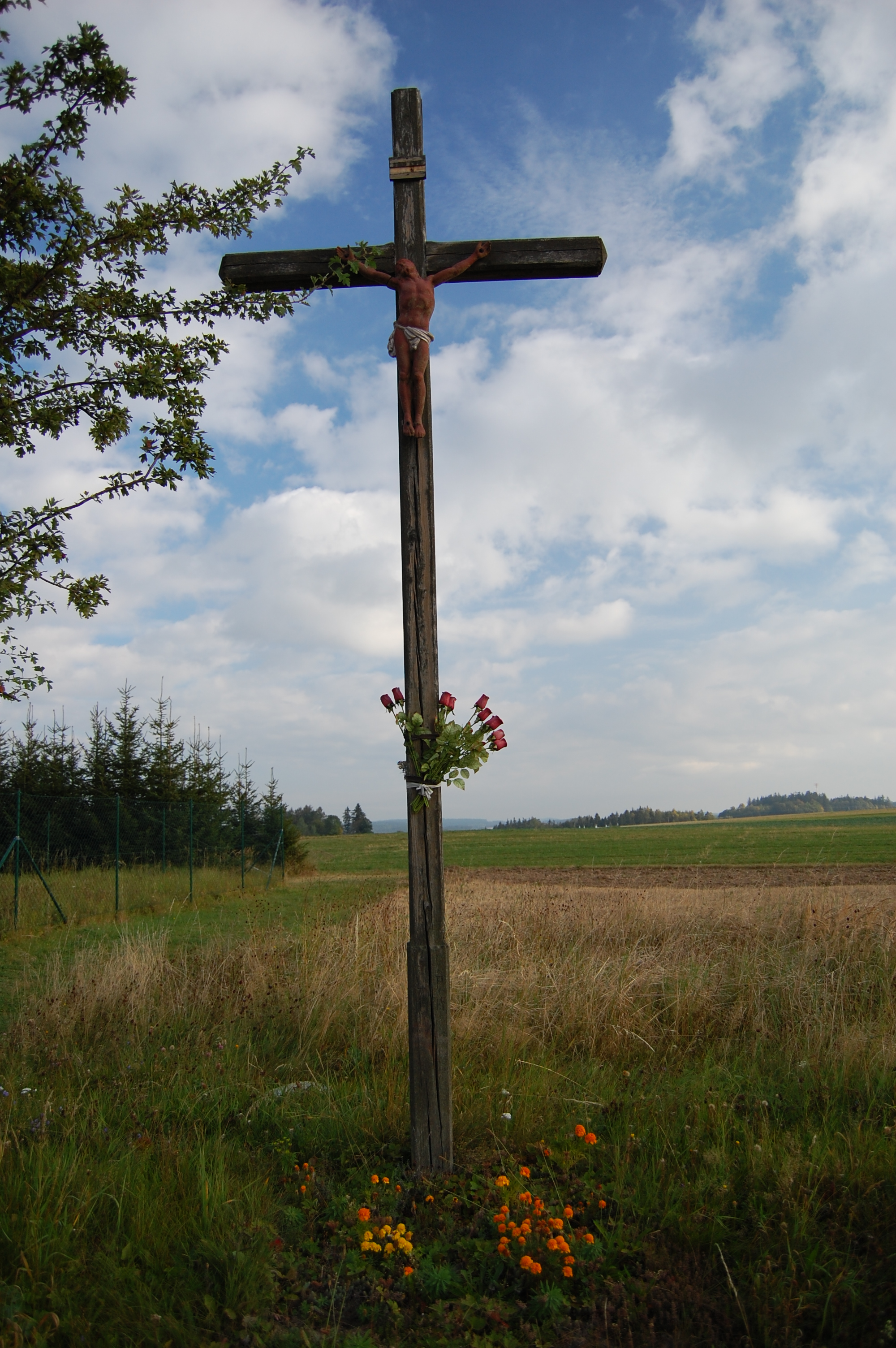
Kříž u vodárny
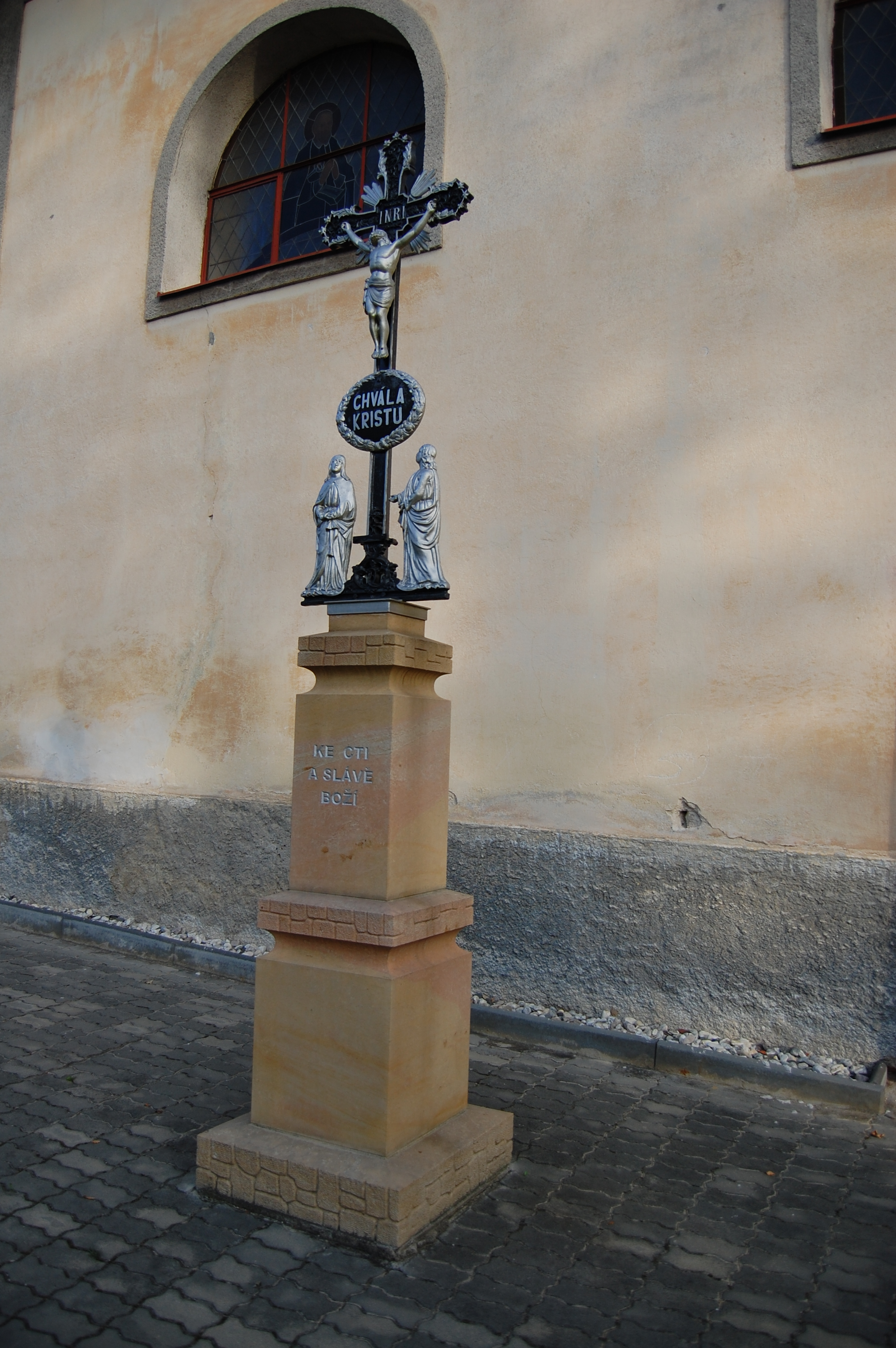
Kříž vedle kostela
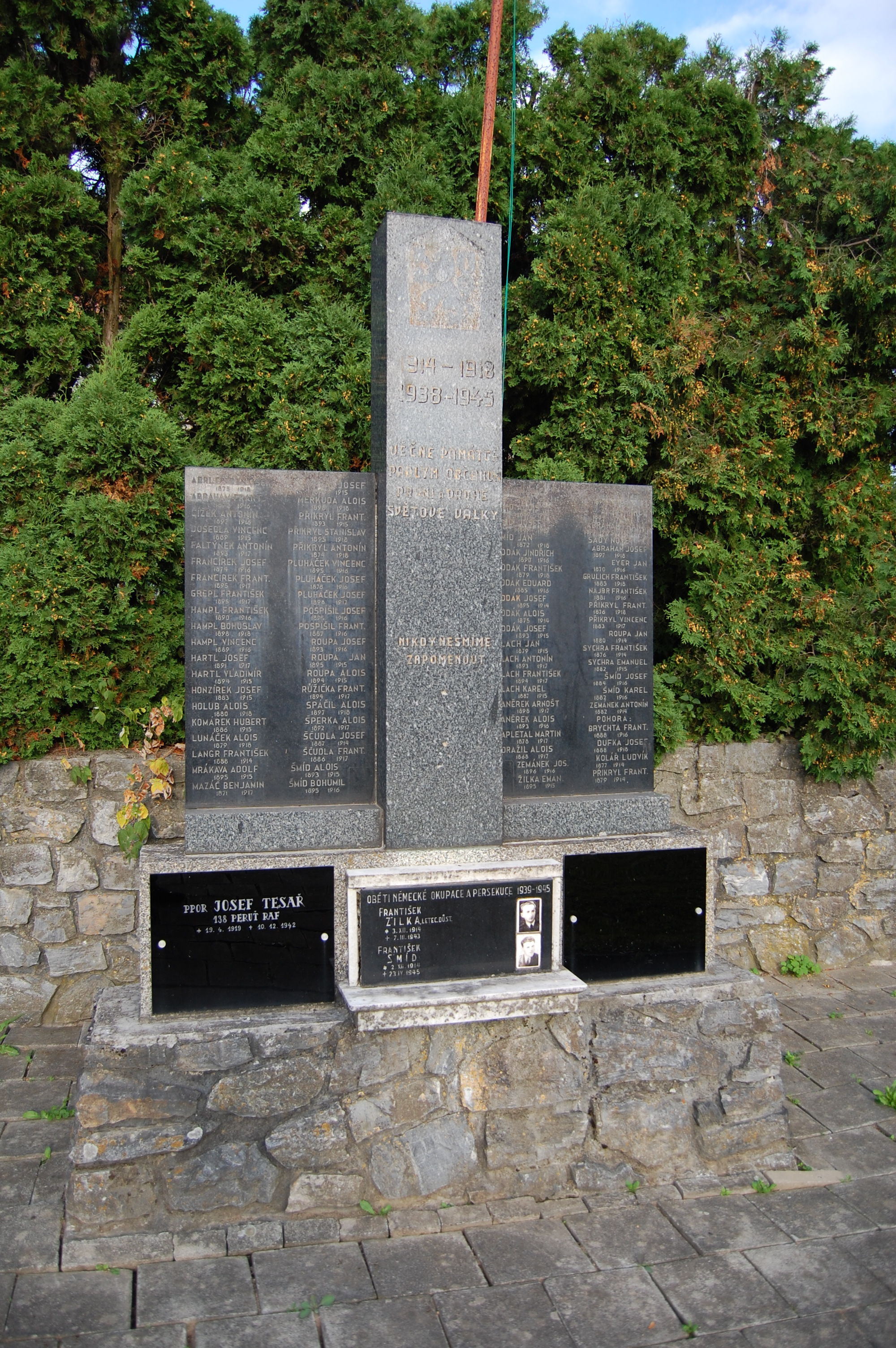
Památník obětem světových válek
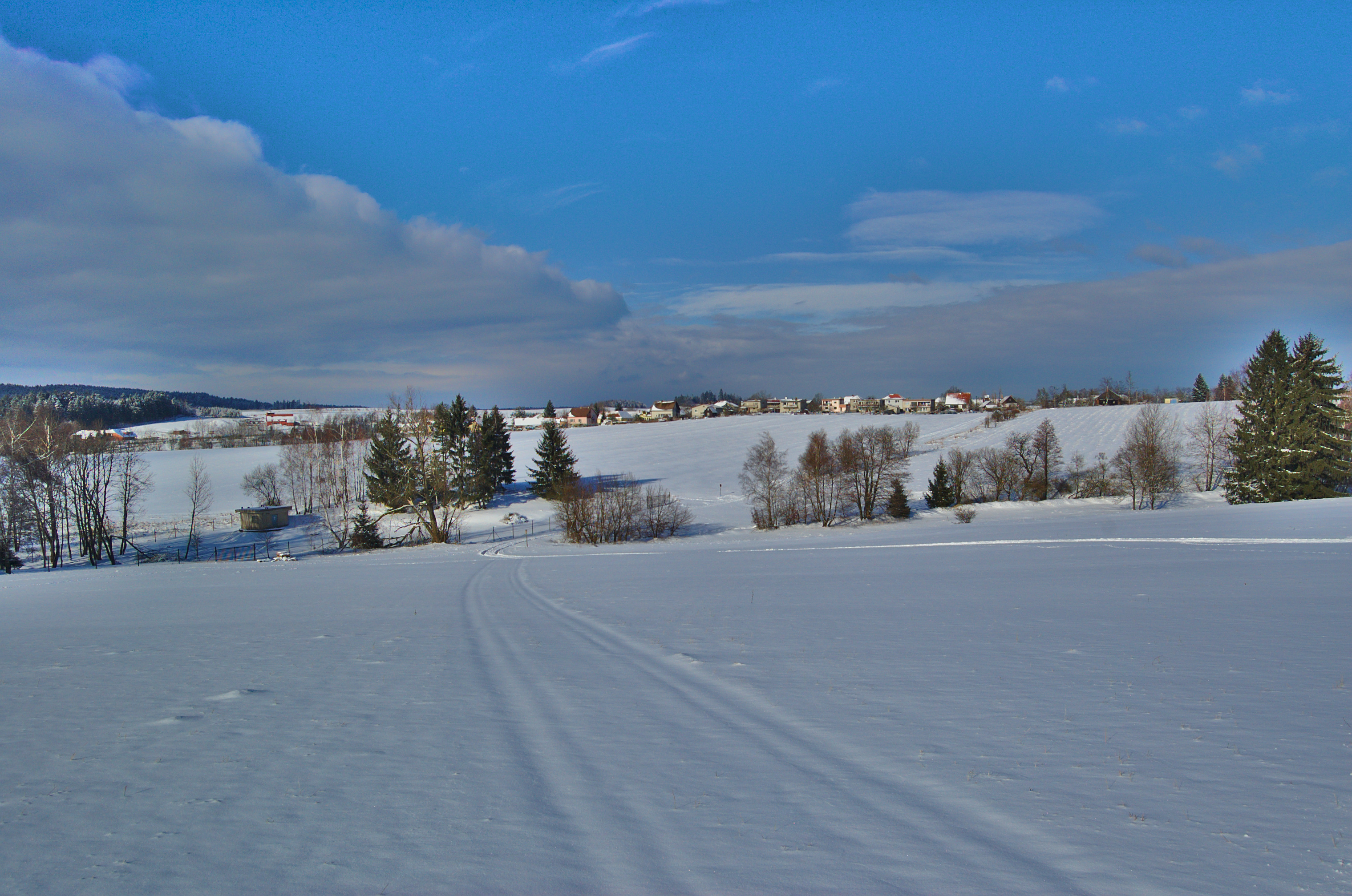
Pohled na Horní Štěpánov od jihu
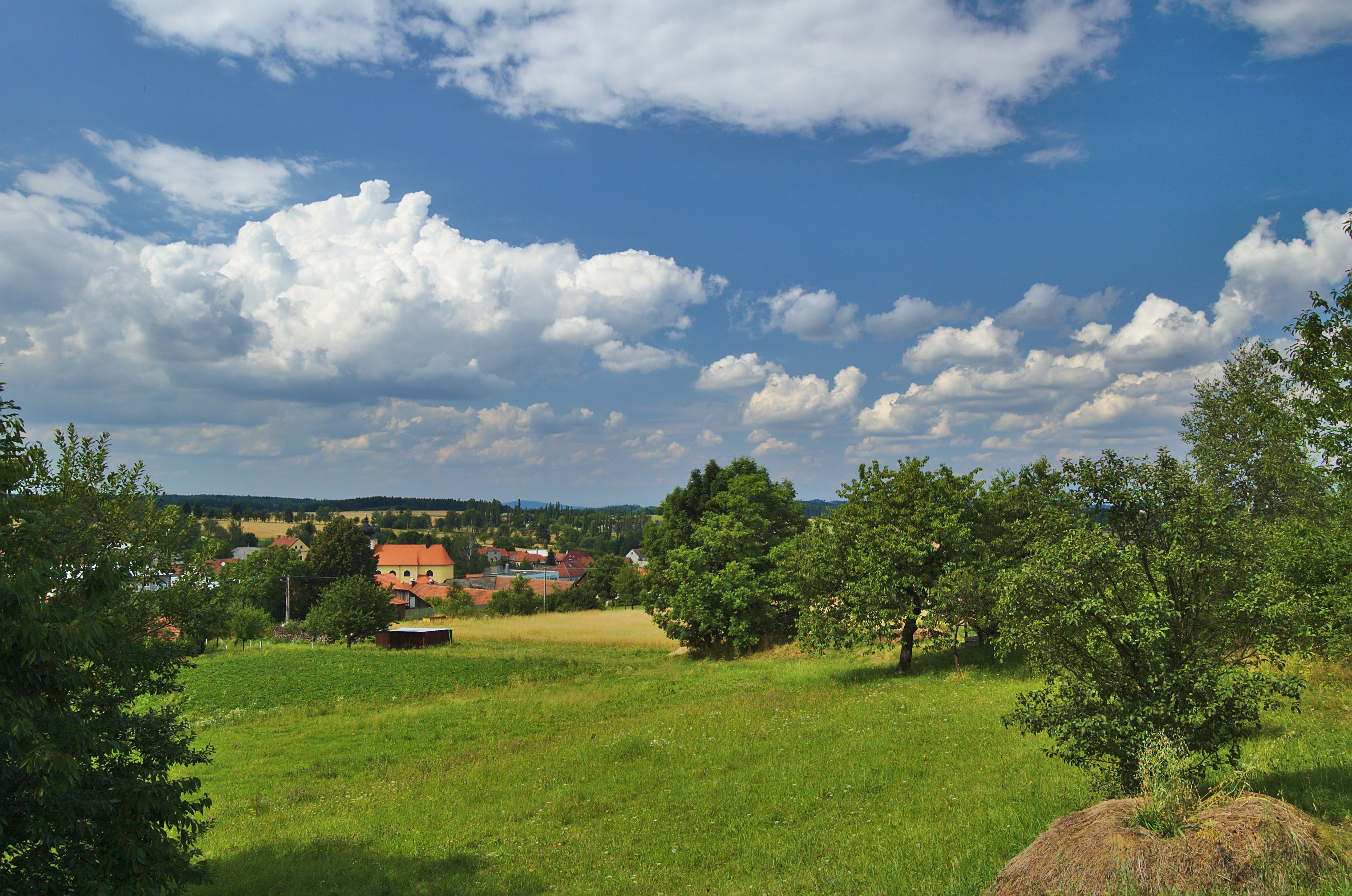
Pohled na obec od jihovýchodu
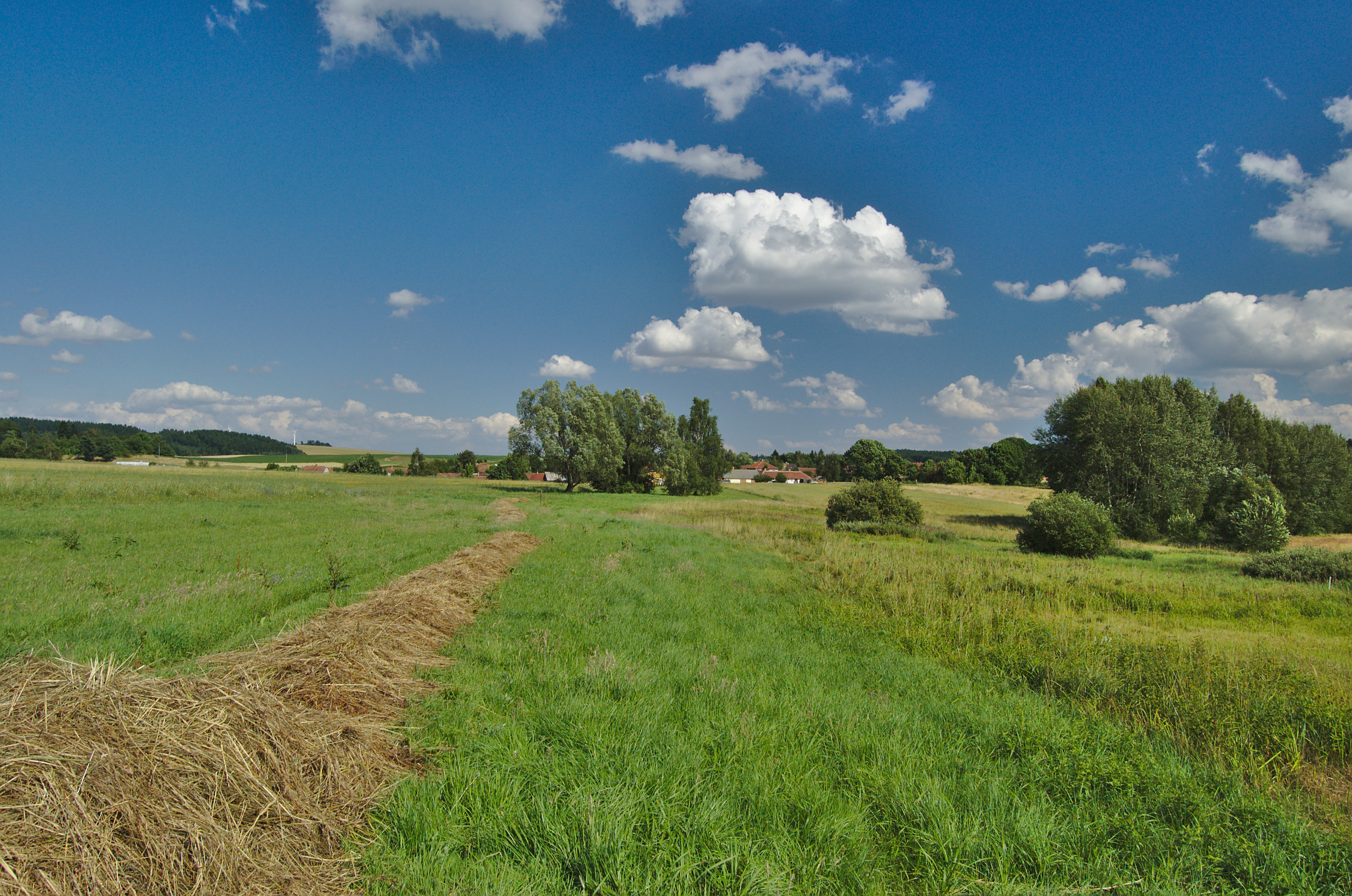
Přírodní památka V chaloupkách
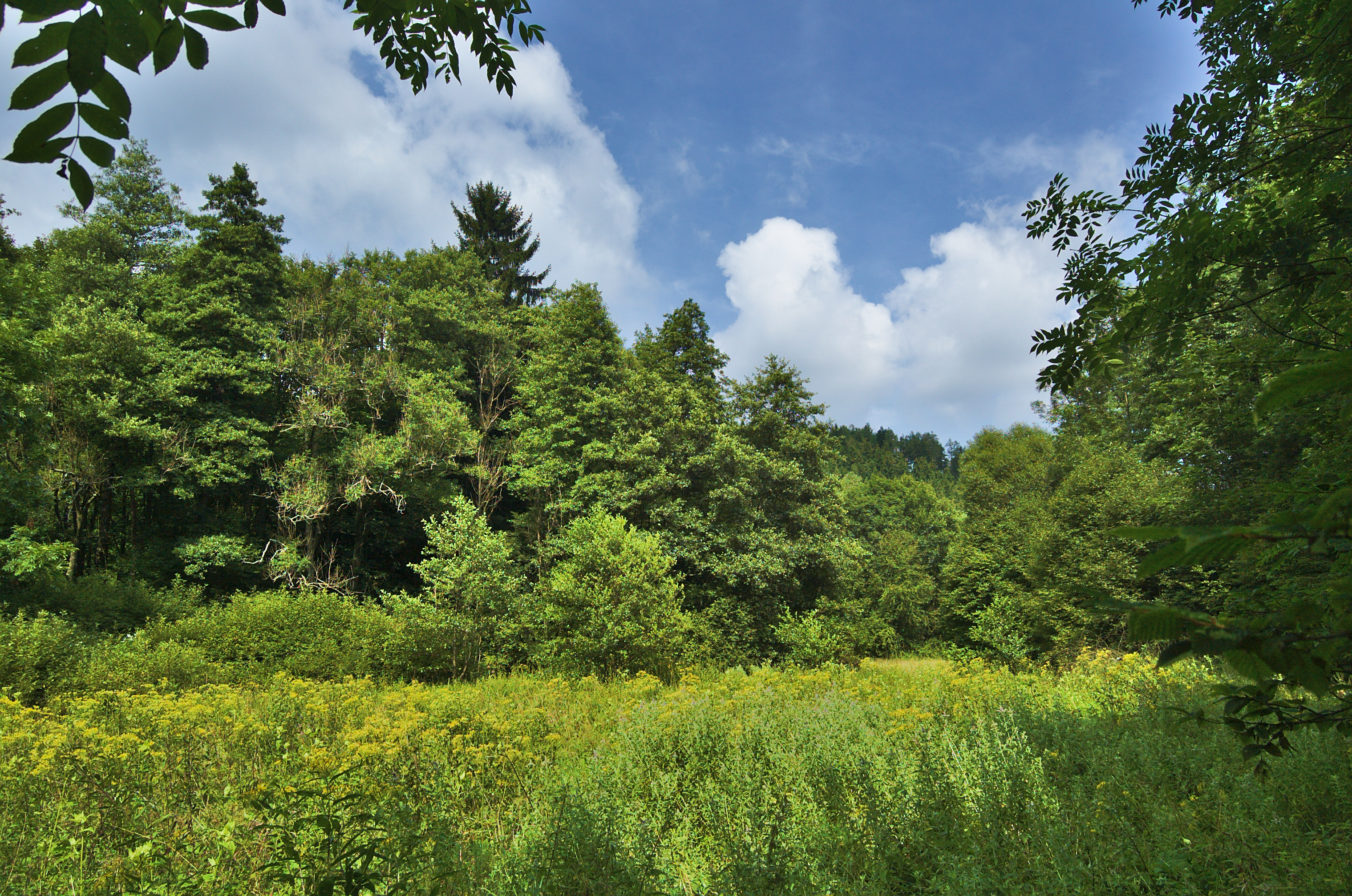
Přírodní rezervace Pod Švancarkou
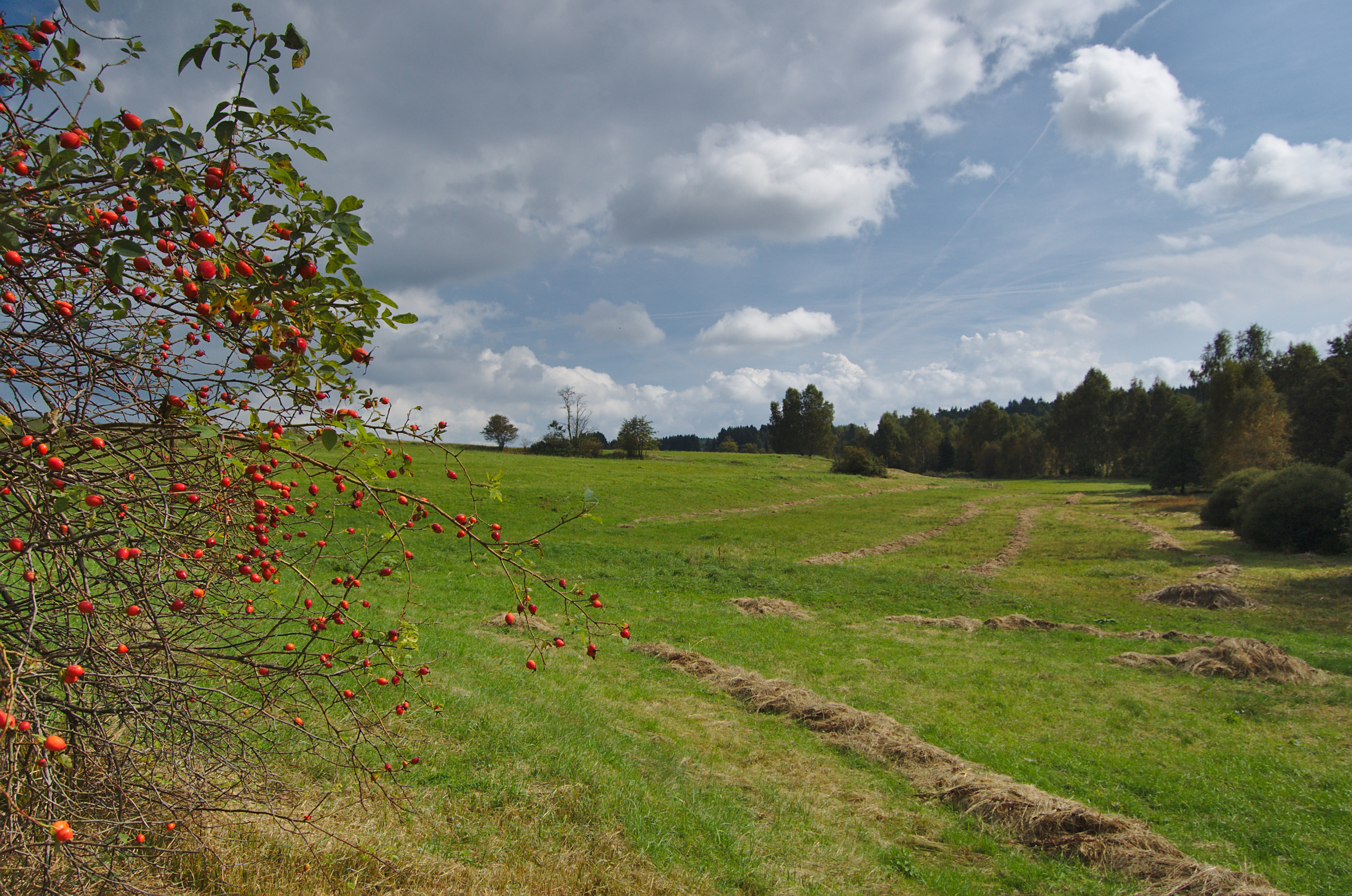
Přírodní rezervace Uhliska